# Arcana (альбом)
Arcana (с лат. — «Тайная») — второй студийный альбом австрийской группы Edenbridge в жанре симфоник-пауэр-метал, вышедший в 2001 году. Автор всех песен — Ланваль (Арне Стокхаммер), клавишник группы. Обложка художника Маркуса Майера. Трек «Velvet Eyes of Dawn» присутствует только на диджипаке.

## Список композиций
1. «Ascending»
2. «Starlight Reverie»
3. «The Palace»
4. «A Moment of Time»
5. «Fly on a Rainbow Dream»
6. «Color My Sky»
7. «Velvet Eyes of Dawn»
8. «Into the Light»
9. «Suspiria»
10. «Winter Winds»
11. «Arcana»

## Участники записи
- Сабина Эдельсбахер — вокал
- Ланваль — клавишные, гитара
- Курт Беднарски — бас-гитара
- Андреас Эйблер — гитара
- Роланд Навратил — ударные